# اوکورا نیکو
اوکورا نیکو (انگلیسی: Okura Nikko) شرکت مهمان‌نوازی ژاپنی است، که در سال ۱۹۷۰ تأسیس شد.